# Rolando Santos

Bischofswappen von Rolando C. Santos

Rolando Crisostomo Santos CM (* 21. März 1949 in Malabon) ist ein philippinischer römisch-katholischer Ordensgeistlicher und emeritierter Bischof von Alotau-Sideia.

## Leben
Rolando Crisostomo Santos trat der Ordensgemeinschaft der Lazaristen bei, legte die Profess am 17. Juni 1971 ab und empfing am 1. Juni 1974 die Priesterweihe.
Papst Benedikt XVI. ernannte ihn am 6. April 2011 zum Bischof von Alotau-Sideia. Die Bischofsweihe spendete ihm der Koadjutorerzbischof von Rabaul, Francesco Panfilo SDB, am 3. Juli desselben Jahres; Mitkonsekratoren waren Francisco Montecillo Padilla, Apostolischer Nuntius in Papua-Neuguinea und auf den Salomonen, und John Ribat MSC, Erzbischof von Port Moresby.
Am 7. Juli 2025 nahm Papst Leo XIV. das altersbedingte Rücktrittsgesuch von Rolando Santos an.